# Юзербар

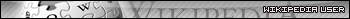
Юзербар користувача Вікіпедії

Юзерба́р (від англ. userbar) — графічне зображення для розміщення в підписах користувачів на форумах, інтернет-конференціях і інших засобах інтернет-спілкування. Основною метою розміщення юзербару є декларація будь-яких переконань, пристрастей, захоплень, прихильностей і навіть рис характеру користувача.
Зустрічаються також і юзербари, що заявляють про зворотні почуття свого власника: антипатію, ненависть до якого-небудь предмету. Однак це явище, яке отримало англійську назву англ. haterbar (від англ. hater — ненависник), є маргінальним і не отримало поширення в більшості інтернет-спільнот, які займаються створенням та розповсюдженням юзербарів.